# Thomas Reimer (Videodesigner)

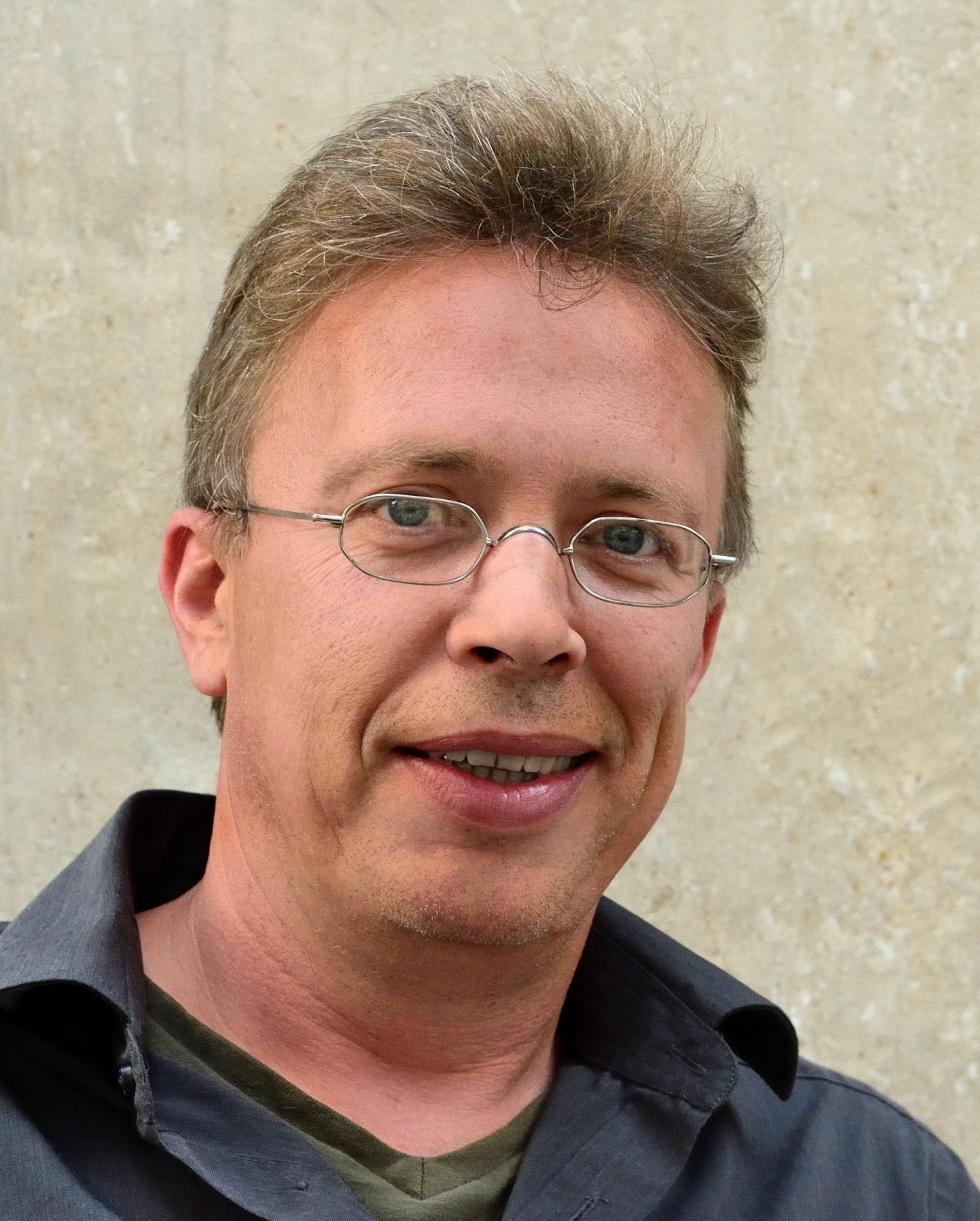
Thomas Reimer

Thomas Reimer (geboren in Hamburg) ist ein deutscher Videodesigner.

## Leben und Werk
Nach der Ausbildung zum Fernsehtechniker machte Reimer sein Hobby – Videodesign und grafische Gestaltung – zum Beruf. Seither arbeitet er an Theater-, TV- und DVD-Produktionen. Er begann mit Kamera und Schnitt für die bundesweite Reihe von Konzerten des TV Today Band Award und anschließend für Aufzeichnungen von Balletten von John Neumeier: Nijinsky an der Hamburgischen Staatsoper, aufgezeichnet für den Bayerischen Rundfunk, und Illusionen – wie Schwanensee für den SWR und eine internationale DVD-Veröffentlichung. Bei John Neumeiers Winterreise (2001) sammelte Reimer erste Erfahrungen im Bereich der Bühnenbildprojektion. Für den WDR stellte er die verfilmten Symphonien Jean Sibelius & Alvar Aalto, Finnland – Ein architektonisches Wintermärchen und Edvard Grieg – Die Geschichte des Lebens her. Auch Filme wie Shalom Hamburg, Schulungsfilme für die Deutsche Rettungsflugwacht und einige Musik-Videoclips tragen seine Handschrift. Er realisierte die TV- und DVD-Produktionen der Musicals Miami Nights (WDR), Robin Hood und Die Schöne und das Biest.
Seit 2008 arbeitet er eng mit dem Regisseur Harry Kupfer und dem Bühnenbildner Hans Schavernoch für diverse Opern- und Musicalproduktionen zusammen, darunter für die Wiener Erfolgsproduktion Elisabeth.
Thomas Reimer ist verheiratet und lebt in Wahlstedt, Schleswig-Holstein.

## Bühnenproduktionen
- 2008 Elisabeth – Theater des Westens Berlin
- 2009 Die lustige Witwe – Hamburgische Staatsoper
- 2010 Ariadne auf Naxos – Theater an der Wien
- 2012 Elisabeth – Jubiläumsinszenierung am Raimund Theater Wien
- 2013 Der Spieler – Oper Frankfurt
- 2014 Der Rosenkavalier – Salzburger Festspiele, auch 2016 am Teatro alla Scala, Mailand
- 2014 Parsifal – Neues Nationaltheater Tokyo
- 2014 Elisabeth – Culture Square Theatre Shanghai
- 2015 Mozart! – Raimund Theater Wien
- 2015 Iwan Sussanin – Oper Frankfurt
- 2015 La Bohème – Oper Köln
- 2016 Lady Macbeth von Mzensk – Bayerische Staatsoper
- 2016 Mozart! – Tourneefassung am Culture Square Theatre Shanghai
- 2017  Die Meistersinger von Nürnberg – Teatro alla Scala Mailand
- 2018  WAHNSINN – Das Musical mit den Hits von Wolfgang Petry -  - Welturaufführung Theater am Marientor Duisburg
- 2018  Macbeth – Staatsoper Unter den Linden  Berlin
- 2019  Poros – Komische Oper Berlin
- 2020  Die Zauberflöte – Oper Köln
- 2025 La Bohème – Israeli Opera Tel Aviv